# دينيس تالالاي
دينيس تالالاي (بالروسية: Талалай, Денис Максимович)‏ هو لاعب كرة قدم روسي في مركز الوسط، ولد في 10 فبراير 1992 في موسكو في روسيا. لعب مع نادي ميكا.

## وصلات خارجية
- دينيس تالالاي على موقع قاعدة بيانات كرة القدم.إي يو (الإنجليزية)
- دينيس تالالاي على موقع Soccerway.com (الإنجليزية)